# Xanthocryptus tegularis
Xanthocryptus tegularis là một loài tò vò trong họ Ichneumonidae.